# Mauricio de Sousa

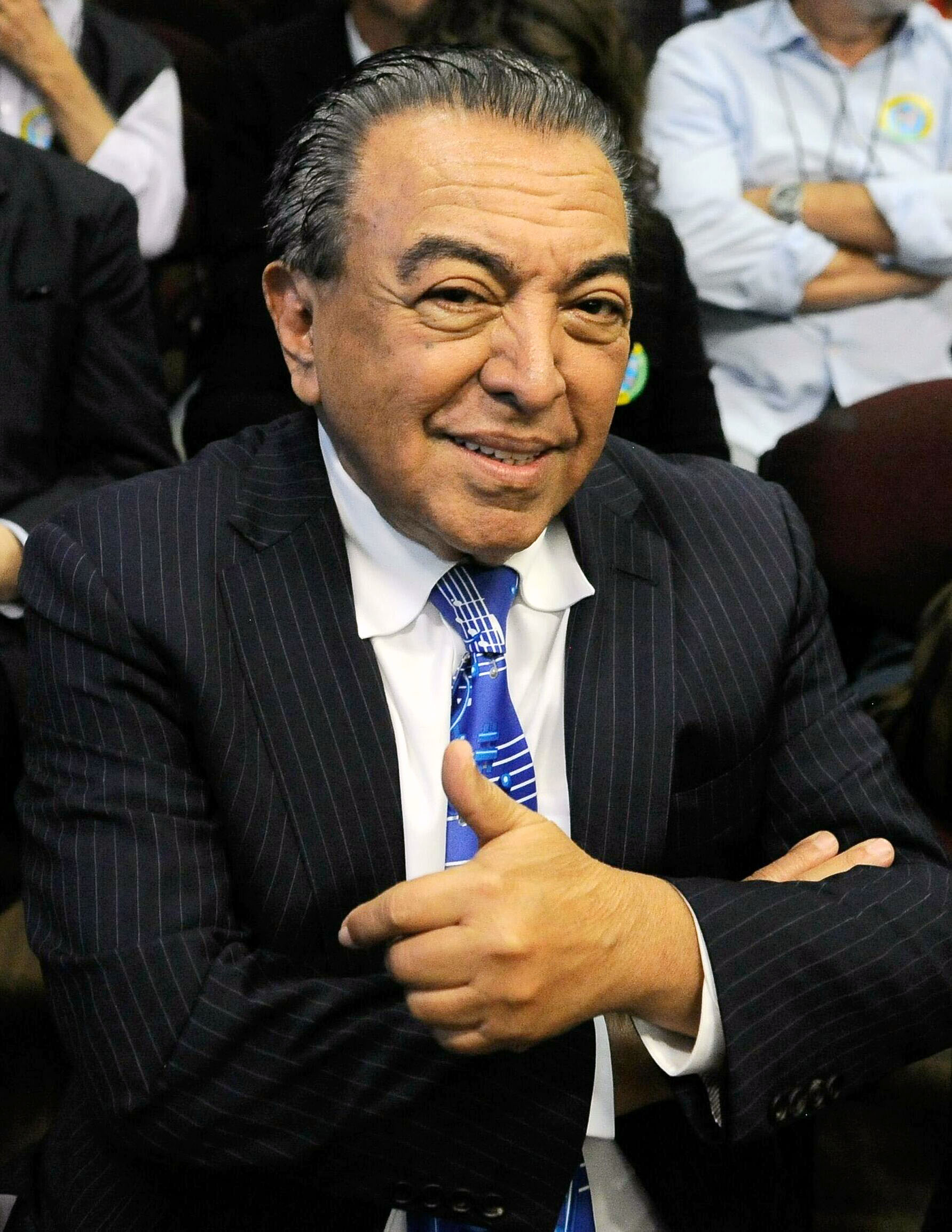
Mauricio de Sousa, 2015

Mauricio Araújo de Sousa (* 27. Oktober 1935 in Santa Isabel) ist ein brasilianischer Comiczeichner und Unternehmer. Insbesondere durch die in Brasilien sehr populäre Comicserie Turma da Mônica, die er 1959 geschaffen hat, wurde de Sousa zum bekanntesten Comiczeichner Brasiliens.
Als Vater von 10 Kindern hat er sich beim Erstellen seiner Comics häufig von deren Erlebnissen inspirieren lassen. Mônica, seiner berühmtesten Comicfigur, und deren Freundin Magali hat er die Namen zweier seiner Töchter gegeben.
Übersetzungen von 'Turma da Mônica' (z. B. 'Mónica y su pandilla', 'Monica's Gang') erscheinen in 14 Sprachen in über 40 Staaten, überwiegend in Lateinamerika, aber auch in Spanien, Italien, Japan und den USA.
Mauricio gab auch den brasilianischen Fußballspielern Neymar, Pele und Ronaldo eigene Comicserien, wobei er sie aber im Kindesalter zeigt.
Im September 2013 hat der Susanna Rieder Verlag die deutschsprachige Erstausgabe des Kindercomic-Klassiker 'Pelezinho' aufgelegt (Übersetzung von Lilli-Hannah Hoepner).
In São Paulo gab es von 1993 bis 2010 einen Themenpark mit seinen Figuren (Parque da Mônica im 'Shopping Eldorado'); kurzzeitig existierten solche Parks auch in Curitiba und Rio de Janeiro.
Seit Mai 2011 ist Mauricio de Sousa Mitglied der Academia Paulista de Letras.